# Benjamin Stanley Rosenthal
Benjamin Stanley Rosenthal (ur. 8 czerwca 1923 w Nowym Jorku, zm. 4 stycznia 1983 w Waszyngtonie) – amerykański polityk, członek Partii Demokratycznej.

## Działalność polityczna
W okresie od 20 lutego 1962 do 3 stycznia 1963 przez jedną kadencję był przedstawicielem 6. okręgu, następnie do 3 stycznia 1983 przez dziesieść kadencji przedstawicielem 8. okręgu, a od 3 stycznia 1983 do śmierci 4 stycznia 1983 był przedstawicielem 7. okręgu wyborczego w stanie Nowy Jork w Izbie Reprezentantów Stanów Zjednoczonych.